# خصوصية الإنترنت
تتضمن خصوصية الإنترنت الحق أو التفويض الخاص بالخصوصية الشخصية فيما يتعلق بتخزين المعلومات المتعلقة بالذات عبر الإنترنت وتغيير الغرض منها وتوفيرها لأطراف ثالثة وعرضها. خصوصية الإنترنت هي مجموعة فرعية من خصوصية البيانات. تم التعبير عن مخاوف الخصوصية منذُ بدايات مشاركة الكمبيوتر على نطاق واسع.
يمكن أن تستلزم الخصوصية إما معلومات التعريف الشخصية (PII) أو معلومات غير PII مثل سلوك زائر الموقع على موقع الويب. يشير PII إلى أي معلومات يمكن استخدامها لتحديد هوية الفرد. على سبيل المثال، يمكن للعمر والعنوان الفعلي وحدهما تحديد هوية الفرد دون الإفصاح صراحة عن اسمه، لأن هذين العاملين فريدان بدرجة كافية لتحديد شخص معين بشكل نموذجي. قد تتضمن الأشكال الأخرى لمعلومات تحديد الهوية الشخصية قريبًا بيانات تتبع نظام تحديد المواقع العالمي (GPS) التي تستخدمها التطبيقات، حيث يمكن أن تكون معلومات التنقل اليومية والمعلومات الروتينية كافية لتحديد هوية الفرد.
لقد تم اقتراح أن «نداء الخدمات عبر الإنترنت هو بث المعلومات الشخصية عن قصد». من ناحية أخرى، في مقالته «قيمة الخصوصية»، يقول الخبير الأمني بروس شناير، «الخصوصية تحمينا من الانتهاكات التي يرتكبها من هم في السلطة، حتى لو لم نفعل شيئًا خاطئًا في وقت المراقبة».

## الصور المنشورة على الإنترنت
يمتلك العديد من الأشخاص اليوم كاميرات رقمية ويقومون بنشر صورهم على الإنترنت، على سبيل المثال، يقوم ممارسون التصوير الفوتوغرافي في الشوارع بذلك لأغراض فنية ويقوم ممارسون التصوير الوثائقي الاجتماعي بذلك لتوثيق الأشخاص في الحياة اليومية. قد لا يرغب الأشخاص الموجودون في هذه الصور في الظهور على الإنترنت. غالبًا ما يتم نشر صور الاعتقال التي تقوم بها الشرطة، والتي تعتبر سجلًا عامًا في العديد من الولايات القضائية، على الإنترنت من خلال مواقع النشر على الإنترنت.
تحاول بعض المنظمات الاستجابة لهذه المخاوف المتعلقة بالخصوصية. على سبيل المثال، طالب مؤتمر ويكيمانيا لعام 2005 أن يحصل المصورون على إذن مسبق من الأشخاص الموجودين في صورهم، على الرغم من أن هذا جعل من المستحيل على المصورين ممارسة التصوير الفوتوغرافي الصريح والقيام بنفس الشيء في مكان عام من شأنه أن ينتهك حقوق المصورين في حرية التعبير. ارتدى بعض الأشخاص علامة "ممنوع الصور" للإشارة إلى أنهم يفضلون عدم التقاط صورهم.

## محركات البحث
محركات البحث لديها القدرة على تتبع سجلات البحث للأشخاص، مما يمكنها من جميع بعض المعلومات الشخصية كالأدوات التي يتم البحث عنها وأوقات إجراء هذا البحث والعديد من المعلومات الأخرى.

## الخصوصية على الإنترنت والمخاطر المحتملة
- البرمجيات الخبيثة هي قصيرة الأجل لل«البرمجيات الخبيثة»، ويستخدم لوصف البرامج لتسبب ضررا على جهاز كمبيوتر واحد، والخادم، أو شبكة الكمبيوتر سواء كان ذلك عن طريق استخدام فيروس، حصان طروادة، والبرمجيات التجسسية، وما إلى ذلك
- برامج التجسس هو قطعة من البرمجيات التي يحصل على معلومات من كمبيوتر المستخدم دون موافقة المستخدم.
- الشوائب ويب هو كائن مضمن في صفحة ويب أو البريد الإلكتروني وعادة ما تكون غير مرئية للمستخدم للموقع أو قارئ البريد الإلكتروني. انها تسمح فحص لمعرفة ما إذا بدا شخص في موقع معين أو قراءة رسالة بريد إلكتروني معينة.
- التصيد هو عملية احتيالية جنائيا بمحاولة الحصول على معلومات حساسة مثل أسماء المستخدمين وكلمات المرور وبطاقة الائتمان أو المعلومات المصرفية. التصيد هو جريمة في الإنترنت الذي ينتحل شخص ككيان جديرة بالثقة في شكل من أشكال الاتصالات الإلكترونية.
- تزوير العناوين هو المتسللين محاولة لإعادة توجيه حركة المرور من موقع على شبكة الإنترنت المشروعة إلى عنوان إنترنت مختلفة تماما. ويمكن إجراء عمليات تزوير العناوين عن طريق تغيير ملف المضيفين على كمبيوتر الضحية أو من خلال استغلال نقطة ضعف في نظام أسماء النطاقات الخادم.

```
*الهندسة الاجتماعية
```

الخبيثة ملقم وكيل (أو غيرها من «عدم الكشف عن هويته» الخدمات)

## أمثلة على الخصوصية
بعض المخاطر على خصوصية الإنترنت سببها سجلات الخوادم التي تحتفظ بأرقام الآي.بي الخاصة بالمستخدمين الذي اتصلوا بهذا الخادم؛ الكعكات (كوكيز) والتي تحتفظ بها مواقع الويب في العادة لتسهيل التصفح وحفظ تفضيلات ومعلومات المستخدم، وهي بدورها قد تشكل خطراً على خصوصية المستخدم؛ وبرامج التجسس (Spyware) التي تهدف للتجسس و/أو التنصت على بيانات المستخدم أو اتصالاته؛ هذا عدا مزود خدمة الإنترنت (ISP) الذي تمر كل المعلومات القادمة والمرسلة من المستخدم عبره، لذا تستعين به أجهزة الشرطة أيضاً في حالات تعقب مخالفي القانون.

## خصوصية المستخدم والإنترنت
هناك بعض المعلومات الشخصية التي من الأفضل عدم نشرها على المواقع الاجتماعية، ونقدم لكم 10 تفاصيل شخصية يجب تجنب نشرها على هذه المواقع:
- تاريخ ميلادك الكامل
- سكنك الحالي
- صور الأطفال مع اسمائهم
- عنوان منزلك
- رقم هاتفك الشخصي
- الحالة الاجتماعية
- الصور مع تحديد المكان
- خططك للإجاء وقضاء العطلات
- وظيفتك الحالية أو تفاصيل العمل